# Cytisus grandiflorus
Cytisus grandiflorus là một loài thực vật có hoa trong họ Đậu. Loài này được (Brot.) DC. miêu tả khoa học đầu tiên.

## Hình ảnh

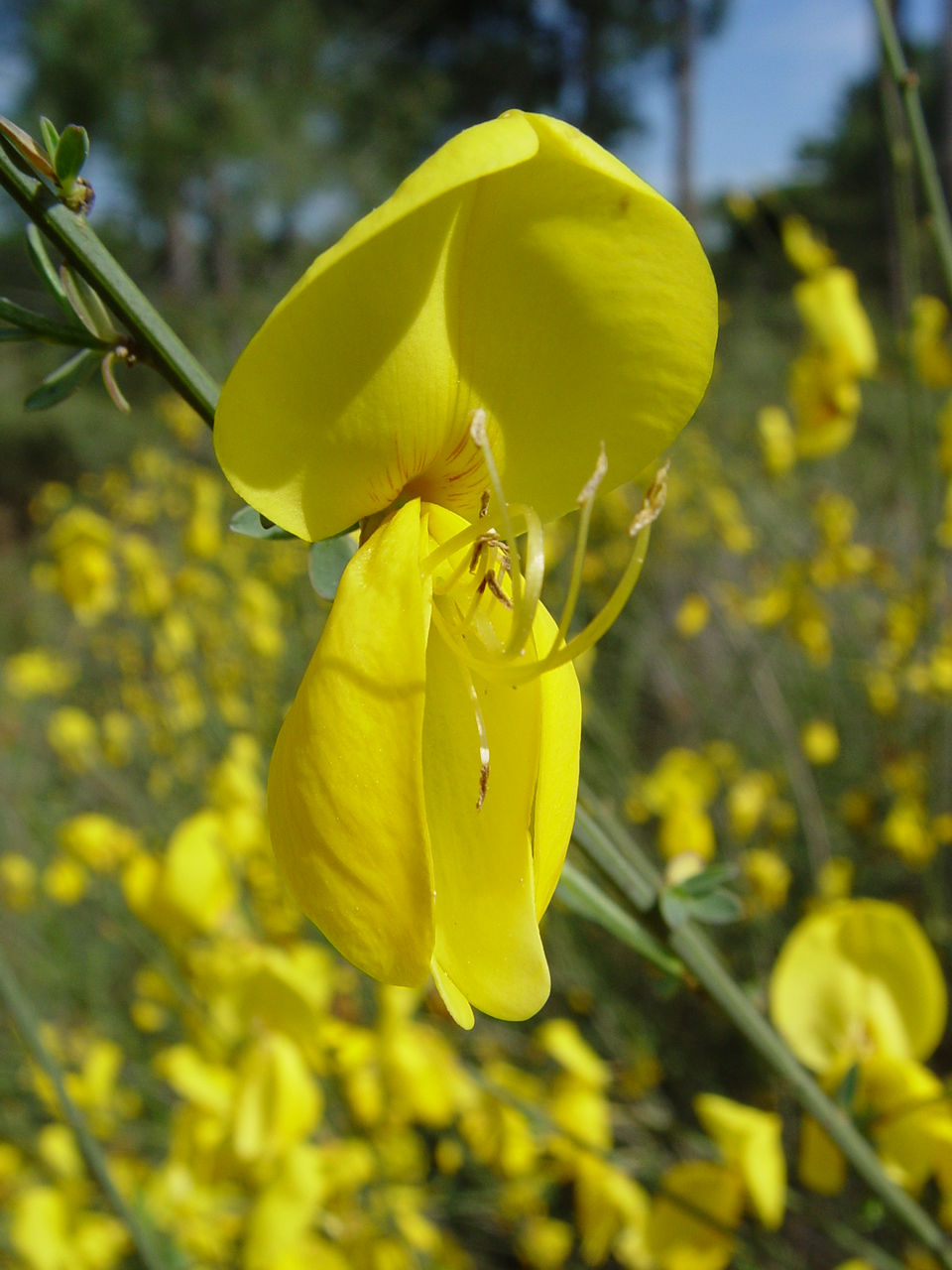